# Casa de Vlastimirović
La Casa de Vlastimirović fue una dinastía medieval serbia fundada por el knez Vlastimir, que era tataranieto del Arconte Desconocido, quien condujo a los serbios desde la Serbia Blanca (partes de Polonia, Eslovaquia y Ucrania) hasta los Balcanes durante el reinado del emperador bizantino Heraclio, en algún momento comprendido entre los años 610 y 641.
La Casa de Vlastimirović fue la primera dinastía de Serbia después del asentamiento de los serbios, reinando desde el año 836 hasta el 960, aunque si se considera dentro de ella a los antepasados de Vlastimir, habría que remontarse hasta circa de 640

## Historia
Alrededor de 780, el príncipe (knez) Višeslav I, nieto del «Arconte Desconocido» llegó al poder en Rascia, Pagania, Travunia, Neretva y Bosnia. A su gobierno le sucedió el de su hijo Radoslav y luego el de su nieto Prosigoj hasta 850, en lo que fue una era de estabilidad. Compartió el poder con muchos miembros de su familia, aparte de sus hijos, algo que los demás señores serbios no habían hecho hasta entonces. Probablemente vio esta práctica como un buen medio para evitar las discordias que seguían a los asentamientos serbios, y las luchas entre los miembros de la familia.
Entre 825 y 850, accedió al gobierno Vlastimir, hijo de Prosigoj, al que se considera como fundador de la dinastía. El knez Vlastimir tenía tres hijos y una hija. Cada uno de los hijos tenía sus dominios, pero como vasallos del mayor, Mutimir. En 852, los hermanos rechazaron un furioso ataque del kan búlgaro Boris I. Más tarde, los hermanos menores se rebelaron contra Mutimir, quien como castigo los entregó a Boris.

## Interferencias búlgaras y bizantinas
Desde el año 900 hasta el 940 hubo abundantes interferencias de búlgaros y bizantinos en el estado serbio. Su continua dependencia de Bizancio puso a Serbia bajo protección de Bizancio. Mutimir gobernó la segunda parte del siglo IX hasta su muerte en 891 o 892. Le sucedió su hijo Pribislav, nacido en 867, que gobernó desde 891/2 hasta 892/3. Su hermano Bran (Boren) fue pretendiente al trono, pero nunca gobernó.
El siguiente knez fue Pedro Gojniković, hijo de Gojnik, nacido en 870, que gobernó desde 892/3 hasta 917/8, cuando fue capturado por los búlgaros y murió como su prisionero. El knez Pavle Branovic, hijo de Bran, gobernó entre 917/8 y 921, impuesto por los búlgaros y depuesto por los bizantinos. Zaharije Pribisavljević, hijo de Pribislav gobernó en 921-924. Al contrario que su predecesor, fue impuesto por los bizantinos y depuesto por los búlgaros. En el periodo 924-927, el trono estuvo en poder de Bulgaria.
El knez-zupan Časlav Klonimirović fue el último  y más importante descendiente de la dinastía. Gobernó desde 927 hasta 960, y bajo su mandato liberó a las tribus serbias del control del Imperio búlgaro, concluyó una confederación con los jefes de Bosnia, que les sacó del control de Croacia, y junto con Zahumlje, Pagania, Travunia, Zeta y Rascia, estableció el estado serbio, que comprendía desde las orillas del mar Adriático hasta los ríos Sava y Morava, así como el norte de Albania.
Después de su muerte, búlgaros y bizantinos se aprovecharon del vacío de poder. Los jefes de Bosnia declararon la independencia y se disolvieron en pequeños estados, y el resto del dominio de Caslav fue repartido entre Bulgaria y Bizancio. Sin embargo, en 968 Bosnia fue conquistada por el rey Kresimir e incorporada al Estado croata.

## Legado
La dinastía de Vlastimir fue sucedida por la de Vojislavljevici, que continuó gobernando los principados de Duklja, Travunia y Zahumjle. El centro de poder de Serbia fue restaurado por Vukan I (1083-1115) de Rascia, un descendiente de Pedro Gojniković, que luchó con diversa fortuna contra las fuerzas bizantinas.
La Casa de Nemanjić, la casa gobernante más poderosa de Serbia fue fundada por Esteban Nemanja, un descendiente de la misma línea.

## Genealogía
Ancestros
- Arconte desconocido (?)
- Višeslav (circa 780)
- Radoslav (antes de 800)
- Prosigoj (después de 830)

Miembros
- Vlastimir (c. 830-851)
- Mutimir (c. 851-891)
- Pribislav (891-892)
- Petar (892-917)
- Pavle (917-921)
- Zaharija (921-924)
- Časlav (933-960)

## Ramas indirectas
- Casa Vojislavljević (Duklja 1034-1186) (Rascia 1050-1165)
- Casa Vukanović (Rascia 1083-1196) (Zahumlia 1162-1255)
- Casa Nemanjić (Serbia 1166-1371)
- Casa Nikolić (Herzegovina)